# Асклетин Дренго
Асклетин Дренго (Нормандія, бл. 1000 — Аверса, 1045) — нормандський авантюрист з родини Дренго, перший граф Ачеренци.

## Біографія
Асклетин народився в Нормандії, прибув до Південної Італії близько 1016 року разом зі своїми братами Жільбером, Райнульфом, Рудольфом та Осмондом. Стверджувалось, що останній убив людину, близьку до герцога Нормандського Річарда II і тому був вигнаний з королівства за звинуваченням у цьому вбивстві. Тож усі брати Дренго супроводжували Осмонда на чолі загону із 250 нормандських лицарів, що складався з вигнанців, безземельних лицарів та інших подібних шукачів пригод у паломництві до стародавнього Святилища Архангела Михаїла в Монте-Гаргано в Апулії. Деякі джерела стверджують, що дорогою туди нормандські лицарі також зупинилися в Римі, щоб зустрітися з папою Бенедиктом VIII.
Асклетин та його брати вступили в контакт з лангобардськими очільниками Південної Італії, зокрема з князем Салернським Гваймаром III та князем Капуанським Пандульфом IV, яким вони запропонували свої послуги як найманці (спочатку, можливо, як озброєний ескорт на шляху паломництва до Святилища Архангела Михаїла в Монте-Гаргано). Зустріч нормандців у Святилищі з Мелусом Барійським, який у 1017 році очолив друге антивізантійське повстання в Апулії, мала вирішальні наслідки. Нормандці, найняті Мелусом як найманці, здобули кілька початкових перемог над візантійцями, але врешті були розгромлені візантійським катапаном Василієм Боіоанном в Битві під Каннами в 1018 році: військо було знищене, а їхній лідер, Жільбер, загинув у битві. Ті нормандці, що вижили, знайшли притулок в Аріано, в Кампанських Апеннінах, центрі важливого лангобардського графства. Тут, протягом кількох років, їм вдалося узурпувати владу, настільки, що вже в 1022 році нормандське Аріанське графство офіційно визнав імператор Генріх II.
Згодом Райнульф Дренго став беззаперечним лідером нормандських найманців і 1029 року герцог Неаполітанський Сергій IV надав йому титул графа Аверського. Аверса в Кампанії, на кордоні між Неаполітанським герцогством і Капувнським князівством стала головним прихистком і штаб-квартирою для нормандців які перемістились до нього з Апулії. У ці роки Асклетин, ймовірно, наслідував свого брата Райнульфа в подіях, які призвели його до того, що він став володарем Аверси.
Згодом Асклетин успішно брав участь у битвах в Південній Італії, які вів інший нормандський рід — Отвілі, що захопила великі території в Апулії. За це, під час поділу між дванадцятьма нормандськими лідерами, який відбувся в Мельфі в 1042 році Асклетин отримав Ачеренцьке графство. Вільгельм Залізнорукий з роду Отвілів, який повернувся до Мельфі у вересні 1042 року і був обраний верховним лідером на усіма нормандцями, звернувся до Гваймара V, лангобардського князя Салерно, та до Райнульфа Дренго, графа Аверси, і запропонував їм обом союз на рівних умовах. Об'єднання двох нормандських домів, Отвілів та Дренгов, було потужним джерелом сили, оскільки обидва вони базувалися на феодальних володіннях Аверси та Мельфі. Гваймар офіційно визнав країну, і наприкінці року вони разом з Райнульфом та Вільгельмом вирушили до Мельфі та зібрали збори лангобардських та нормандських баронів. Зустріч завершилася на початку наступного року (1043), і в ній взяв участь сам Асклетин. Слід зазначити, що він був єдиним з родини Дренго, кому було надано титул сеньйора в Апулійському графстві, тоді як інші одинадцять лицарів належали до родини Отвілів.
Усі вони висловили свою васальну пошану Гваймару, який підтвердив титул графа за самим Райнульфом. Уся територія, за винятком Мельфі, була розділена на дванадцять баронств, заснованих на користь нормандських лідерів і розподілених на територіях Капітанати, Гаргано, Апулії та Ірпінії, аж до Вультуре-Мельфесе. Фактично, Вільгельм встановив, що центром графства Апулія був Мельфі, який залишався поза межами поділу: центр міста був поділений на дванадцять районів, у кожному з яких кожен барон (включаючи, очевидно, самого Асклетина) володів палацом і контролював певну частину міста. Асклетин, який проживав у замку Дженцано, прийняв титул графа Ачеренце.
Події Апулійського графства та родини Отвілів переплетені з подіями Аверського графства та родини Дренго. Останні в особі Асклетина володіли в межах Апулійського графства Отвілів районами В'єсте (мис Гаргано), Ачеренци та Дженцано.